# Congregació laica

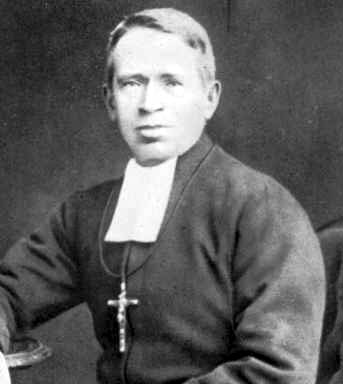
El germà Walfrid, membre de la congregació laica de los Germans maristes i fundador del Celtic Football Club.

Una congregació laica és un institut de vida consagrada de l'Església Catòlica els membres de la qual han fet vots simples i les finalitats de la qual no requereixen que els membres siguin sacerdots. Poden ésser masculines o femenines i estan regulades pel cànon 588, 3 del Codex iuris canonici de 1983.

## Història
A partir de la Contrareforma, l'Església Catòlica regula molt rigorosament la vida religiosa en comunitat i la limita a ordes i congregacions religioses regulars. Elimina moltes confraries masculines i altres formes de vida comuna que, durant l'edat mitjana havien estat permeses i tenien gran difusió. Eren, majoritàriament, fundacions privades per laics on els mateixos laics, homes o dones, es dedicaven a l'apostolat actiu mitjançant l'assistència als altres o a la vida en comunitat sota les mateixes condicions que les que podia tenir un orde religiós, però sense pronunciar vots religiosos. En són exemples els penitents, les beguines i begards, les beates, els terciaris, etc.
Cap al final del segle xvii, va haver-hi intents de restaurar aquesta manera de viure la religió per part dels laics i van sorgir les primeres congregacions on els membres vivien en comunitat però no feien vots solemnes. A més, en les masculines es prohibia expressament que els membres fossin sacerdots. Com els seus antecessors medievals, tenien com a objectiu les activitats educatives (educació i catequesi) o caritatives: assistència a malalts, orfes, presos, persones sense recursos econòmics...
Avui dia, la majoria de congregacions laiques són femenines: prop d'un millar només les que són de dret pontifici.

## Congregacions laiques masculines
Es llisten les congregacions religioses laiques masculines de dret pontifici, segons l'ordre cronològic de fundació
- Germans de les Escoles Cristianes (Lasal·lians)
- Germans Cristians
- Germans de la Sagrada Família de Belley
- Germans de la Immaculada Concepció de Maastricht
- Germans de la Instrucció Cristiana de Ploërmel
- Germans de la Mare de Déu de la Misericòrdia
- Germans de Santa Maria Verge Mare de la Misericòrdia (Germans de Tilburg)
- Germans Maristes de les Escoles (Germanets de Maria)
- Fills de la Immaculada Concepció (Concepcionistes)
- Germans Alexians o Cel·lites o Alexians d'Aquisgrà
- Institut de l'Obra de la Joventut (Jean-Joseph Allemand)
- Germans de Sant Patrici
- Germans de la Caritat de Gant
- Germans de la Misericòrdia de Montabaur
- Germans de la Presentació
- Germans del Sagrat Cor
- Germans de la Mare de Déu de Lorda
- Germans de la Misericòrdia de Maria Auxiliadora
- Germans Franciscans de la Santa Creu
- Germans de la Instrucció Cristiana de Sant Gabriel
- Germans dels Pobres de Sant Francesc Seràfic
- Germans de Sant Lluís Gonzaga
- Germans de Sant Francesc Xavier (Germans Xavierians)
- Germans del Tercer Orde Regular de Sant Francesc d'Assís de Mountbellew
- Germans Missioners de Sant Francesc d'Assís
- Germans de la Immaculada Concepció de Santa Maria Verge (Germans de Huijbergen)
- Germans de Sant Giuseppe Benedetto Cottolengo
- Germans Josefins de Ruanda (Bayozefites)
- Germanets de Jesús (Foucauld)
- Germans del Tercer Orde Regular de Sant Francesc d'Assís de Brooklyn
- Germans del Sagrat Cor de Jesús
- Missioners de la Caritat (Germans de la Mare Teresa)
- Missioners dels Pobres.